# فرودگاه شارتر شمفول
فرودگاه شارتر شمفول (به انگلیسی: Chartres – Champhol Aerodrome) (به زبان بومی: Aérodrome de Chartres - Champhol) یک فرودگاه همگانی با کد یاتا QTJ است که یک باند فرود آسفالت دارد و طول باند آن ۸۴۰ متر است. این فرودگاه در شهر شارتر کشور فرانسه قرار دارد و در ارتفاع ۱۵۵ متری از سطح دریا واقع شده‌است.